# Cristo Penitente e Cristo Triunfante

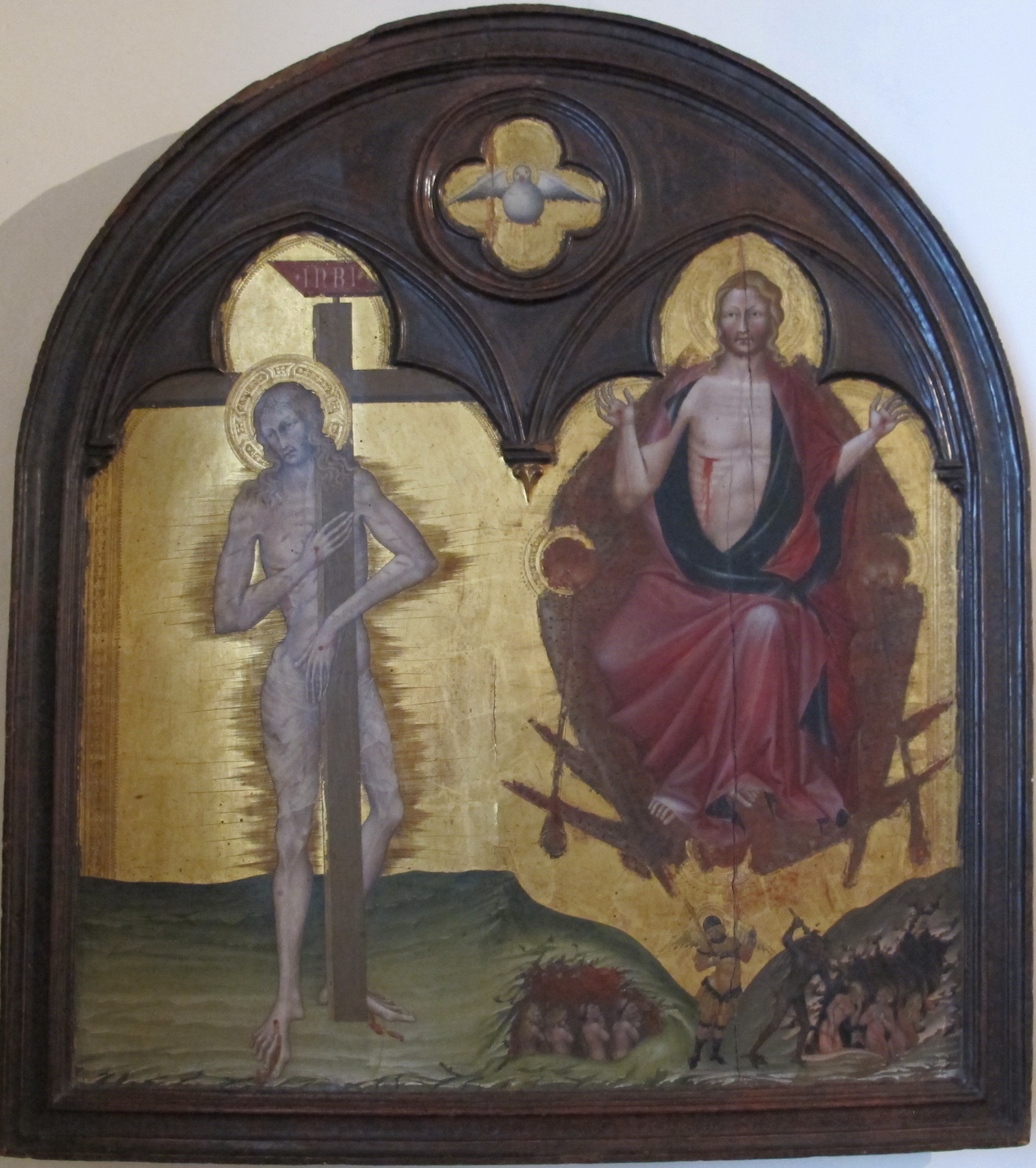
Cristo Penitente e Cristo Triunfante, Giovanni di Paolo, século XV

Cristo Penitente e Cristo Triunfante é uma obra do pintor e iluminador italiano Giovanni di Paolo, um dos principais representantes da Escola de Siena do período renascentista. A pintura, feita na primeira metade do século XV, provavelmente na década de 20, doado por Francesco Bellanti, bispo de Grosseto, cujo brasão aparece no verso do painel, retrata duas visões distintas da figura de Cristo, destacando, à esquerda, o caráter penitencial e à direita o caráter triunfante de seu sacrifício. A peça anteriormente fazia parte do Convento de San Niccolò del Carmine e hoje compõe o acervo da Pinacoteca Nazionale, em Siena, na Itália.

## Contexto histórico
A obra foi criada no contexto da arte de Siena do século XV, um período de transição entre o estilo gótico tardio e o Renascimento italiano. Giovanni di Paolo, influenciado por artistas como Simone Martini e os irmãos Pietro Lorenzetti e Ambrogio Lorenzetti, incorporou em suas obras uma fusão de tradições góticas com as inovações do Renascimento, mas mantendo um caráter devocional.
No século XV, Siena vivia um momento de declínio econômico e político em relação à sua era de ouro nos séculos XIII e XIV. A cidade havia perdido parte de sua importância econômica para Florença, especialmente devido à crise econômica e à Peste Negra, que devastou a Europa em 1348 e causou uma drástica redução da população de Siena. Ainda assim, Siena permaneceu um importante centro religioso, com uma forte devoção à Virgem Maria, o que influenciou diretamente sua produção artística, caracterizada por temas espirituais e narrativos.
Politicamente, Siena era governada por um sistema oligárquico controlado pelas elites mercantis. Esse modelo favorecia o financiamento de obras religiosas, como retábulos e painéis devocionais, frequentemente encomendados por confrarias e igrejas.
Artisticamente, o Renascimento em Siena diferia do movimento florentino. Enquanto Florença era marcada pelo humanismo, pela perspectiva matemática e pela exaltação do corpo humano, Siena manteve um estilo mais linear e decorativo, herdeiro da tradição gótica. Com raízes nas tradições bizantinas, mas revigorado por elementos góticos, o estilo de Siena era refinado, elegante e aristocrático, com uso requintado das cores. Artistas sieneses, como Giovanni di Paolo e Duccio di Buoninsegna, priorizavam a espiritualidade, o simbolismo e a narrativa, em contraste com a busca florentina por realismo e profundidade espacial.
Assim, a obra de Giovanni di Paolo reflete o contexto de Siena, combinando elementos góticos com a espiritualidade renascentista, em uma produção que exaltava a fé e o divino em um período de transição histórica.

## Descrição da obra e análise iconográfica
A obra é composta por um único painel de 116 × 103 cm, com duas representações de Cristo.
À metade da esquerda, Cristo é representado como o Cristo Penitente. Ele aparece em um estado de vulnerabilidade, submisso à vontade divina, sofrendo pela humanidade, despido, com marcas de flagelação no corpo e segurando uma cruz de madeira, símbolo de seu sacrifício.  Essa representação é uma representação simbólica do sacrifício de Cristo. Ele já está morto. O sangue que escorre dos estigmas representa o sangue derramado pela salvação da humanidade. O fundo dourado, típico da pintura medieval e renascentista, intensifica a sensação de espiritualidade, o plano divino, enquanto o terreno verde aos seus pés sugere a conexão com a Terra.
A outra metade, à direita, Cristo é retratado como o Cristo Triunfante ou Juiz do Juízo Final. Ele está sentado em um trono de nuvens e com as feridas da crucificação ainda visíveis. Usa um manto vermelho, associado ao martírio e à realeza divina. Sob seus pés, vemos cenas do Juízo Final, com quatro figuras humanas com as mãos postas representando os eleitos, enquanto as outras três figuras são golpeadas e empurradas por um demônio negro para as chamas, ou seja, o inferno, representando os condenados. Entre os dois grupos, há a imagem de um anjo vestindo uma armadura, acredita-se que seja São Miguel, olhando para o grupo dos eleitos. Assim como na parte esquerda, o fundo dourado indica sua natureza divina e celestial.
Posicionado no topo e na parte central da pintura, vê-se uma medalhão com um fundo dourado e uma pomba branca que simboliza o Espírito Santo, integrando a Santíssima Trindade à narrativa visual.
A paleta de cores, as figuras alongadas e a perspectiva distorcida são características marcantes de seu estilo e que se destacam nessa peça.